# Coppa del Mondo di cricket 1979
La Coppa del Mondo di cricket 1979 (chiamata anche Prudential Cup 1979) fu la seconda edizione del torneo mondiale di cricket. Fu disputata dal 9 giugno al 23 giugno 1979, ancora in Inghilterra e vide la partecipazione di 8 squadre.
La vittoria finale andò alla squadra favorita: la selezione delle Indie Occidentali, che si era già aggiudicata l'edizione 1975 della coppa.

## Partecipanti
Al torneo presero parte sei delle sette nazioni full member (il Sudafrica fu bandito a causa dell'apartheid). Le restanti due nazioni (Sri Lanka e Canada) si qualificarono tramite l'ICC Trophy 1979.

### Gruppo A
- Inghilterra
- Australia
- Canada
- Pakistan

### Gruppo B
- Indie Occidentali
- India
- Nuova Zelanda
- Sri Lanka

## Stadi
| Città      | Stadio                      | Locazione                  | Capacità |
| ---------- | --------------------------- | -------------------------- | -------- |
| Birmingham | Edgbaston Cricket Ground    | Edgbaston, Birmingham      | 21.000   |
| Londra     | Lord's Cricket Ground       | St John's Wood, Londra     | 30.000   |
| Leeds      | Headingley Cricket Ground   | Headingley, Leeds          | 14.000   |
| Manchester | Old Trafford Cricket Ground | Stretford, Manchester      | 19.000   |
| Nottingham | Trent Bridge                | West Bridgford, Nottingham | 15.350   |
| Londra     | The Oval                    | Kennington, Londra         | 23.500   |

## Formula
La formula fu in tutto e per tutto uguale a quella del torneo di 4 anni prima. Le 8 squadre partecipanti furono divise in due gruppi da 4 squadre ciascuno. Ognuno dei gironi era un girone all'italiana in cui le squadre affrontavano tutte le altre del gruppo in partite di sola andata, al termine di tutte le partite del girone le prime due squadre si qualificavano alle semifinali incrociate (la prima di un gruppo con la seconda dell'altro). Le vincenti delle semifinali si giocavano la finalissima.

## Fase a gironi

### Gruppo A

#### Partite
| Data           | Luogo                                  | In battuta (nel I innings)      | Al lancio (nel I innings)          | Risultato                                                               |
| -------------- | -------------------------------------- | ------------------------------- | ---------------------------------- | ----------------------------------------------------------------------- |
| 9 giugno 1979  | Lord's Cricket Ground Londra           | Australia 159/9 (60 overs)      | Inghilterra 160/4 (47.1 overs)     | ENG vince di 6 wickets                                                  |
| 9 giugno 1979  | Headingley Cricket Ground Leeds        | Canada 139/9 (60 overs)         | Pakistan 140/2 (40.1 overs)        | PAK vince di 8 wickets                                                  |
| 14 giugno 1979 | Trent Bridge Nottingham                | Pakistan 286/7 (60 overs)       | Australia 197/all out (57.1 overs) | PAK vince di 89 runs Rinviata di 1 giorno perché il 13 giugno pioveva   |
| 14 giugno 1979 | Old Trafford Cricket Ground Manchester | Canada 45/all out (40.3 overs)  | Inghilterra 46/2 (13.5 overs)      | ENG vince di 8 wickets Rinviata di 1 giorno perché il 13 giugno pioveva |
| 16 giugno 1979 | Edgbaston Cricket Ground Birmingham    | Canada 105/all out (33.2 overs) | Australia 106/3 (26 overs)         | AUS vince di 7 wickets                                                  |
| 16 giugno 1979 | Headingley Cricket Ground Leeds        | Inghilterra 165/9 (60 overs)    | Pakistan 151/all out (56 overs)    | ENG vince di 14 runs                                                    |

#### Classifica
| Team        | Pts | Pld | W | L | NR | RR   |
| ----------- | --- | --- | - | - | -- | ---- |
| Inghilterra | 12  | 3   | 3 | 0 | 0  | 3.07 |
| Pakistan    | 8   | 3   | 2 | 1 | 0  | 3.60 |
| Australia   | 4   | 3   | 1 | 2 | 0  | 3.16 |
| Canada      | 0   | 3   | 0 | 3 | 0  | 1.60 |

### Gruppo B

#### Partite
| Data           | Luogo                                  | In battuta (nel I innings)         | Al lancio (nel I innings)            | Risultato                                                                                |
| -------------- | -------------------------------------- | ---------------------------------- | ------------------------------------ | ---------------------------------------------------------------------------------------- |
| 9 giugno 1979  | Edgbaston Cricket Ground Birmingham    | India 190/all out (53.1 overs)     | Indie Occidentali 194/1 (51.3 overs) | WIN vince di 9 wickets                                                                   |
| 9 giugno 1979  | Trent Bridge Nottingham                | Sri Lanka 189/all out (56.5 overs) | Nuova Zelanda 190/1 (47.4 overs)     | NZL vince di 9 wickets                                                                   |
| 13 giugno 1979 | The Oval Londra                        | Sri Lanka                          | Indie Occidentali                    | NON DISPUTATA Rinviata tre volte perché il 13, 14 e 15 giugno pioveva, partita annullata |
| 13 giugno 1979 | Headingley Cricket Ground Leeds        | India 182/7 (55.5 overs)           | Nuova Zelanda 183/2 (57 overs)       | NZL vince di 8 wickets                                                                   |
| 18 giugno 1979 | Old Trafford Cricket Ground Manchester | Sri Lanka 238/5 (60 overs)         | India 191/all out (54.1 overs)       | SRI vince di 47 runs Rinviata due volte perché il 16 e 17 giugno pioveva                 |
| 16 giugno 1979 | Trent Bridge Nottingham                | Indie Occidentali 244/7 (60 overs) | Nuova Zelanda 212/9 (60 overs)       | WIN vince di 32 runs                                                                     |

#### Classifica
| Team              | Pts | Pld | W | L | NR | RR   |
| ----------------- | --- | --- | - | - | -- | ---- |
| Indie Occidentali | 10  | 3   | 2 | 0 | 1  | 3.93 |
| Nuova Zelanda     | 8   | 3   | 2 | 1 | 0  | 3.55 |
| Sri Lanka         | 6   | 3   | 1 | 1 | 1  | 3.56 |
| India             | 0   | 3   | 0 | 3 | 0  | 3.13 |

## Eliminazione diretta
|  | Semifinali        | Semifinali        | Semifinali        |                   |             | Finale      | Finale | Finale |  |
|  |                   |                   |                   |                   |             |             |        |        |  |
|  | Inghilterra       | Inghilterra       | 221/8             |                   |             |             |        |        |  |
|  | Inghilterra       | Inghilterra       | 221/8             |                   |             |             |        |        |  |
|  | Nuova Zelanda     | Nuova Zelanda     | 212/9             |                   |             |             |        |        |  |
|  | Nuova Zelanda     | Nuova Zelanda     | 212/9             |                   | Inghilterra | Inghilterra | 194    |        |  |
|  |                   |                   |                   |                   | Inghilterra | Inghilterra | 194    |        |  |
|  |                   |                   | Indie Occidentali | Indie Occidentali | 286/9       |             |        |        |  |
|  | Indie Occidentali | Indie Occidentali | Indie Occidentali | Indie Occidentali | 286/9       | 293/6       |        |        |  |
|  | Indie Occidentali | Indie Occidentali |                   |                   |             |             |        |        |  |
|  | Pakistan          | Pakistan          | 250               |                   |             |             |        |        |  |

### Semifinali
| Data           | Luogo                                  | In battuta (nel I innings)         | Al lancio (nel I innings)         | Risultato            |
| -------------- | -------------------------------------- | ---------------------------------- | --------------------------------- | -------------------- |
| 20 giugno 1979 | Old Trafford Cricket Ground Manchester | Inghilterra 221/8 (60 overs)       | Nuova Zelanda 212/9 (60 overs)    | ENG vince di 9 runs  |
| 20 giugno 1979 | The Oval Londra                        | Indie Occidentali 293/6 (60 overs) | Pakistan 250/all out (56.2 overs) | WIN vince di 43 runs |

### Finale
| Data           | Luogo                        | In battuta (nel I innings)         | Al lancio (nel I innings)          | Risultato            |
| -------------- | ---------------------------- | ---------------------------------- | ---------------------------------- | -------------------- |
| 23 giugno 1979 | Lord's Cricket Ground Londra | Indie Occidentali 286/9 (60 overs) | Inghilterra 194/all out (51 overs) | WIN vince di 92 runs |